# Serīshābād
Serīshābād (persiska: سريش آباد, سِهريش آباد) är en ort i Iran.   Den ligger i provinsen Kurdistan, i den nordvästra delen av landet, 300 km väster om huvudstaden Teheran. Serīshābād ligger 1 833 meter över havet och antalet invånare är 8 115.
Terrängen runt Serīshābād är huvudsakligen platt, men åt sydväst är den kuperad. Runt Serīshābād är det ganska tätbefolkat, med 58 invånare per kvadratkilometer. Närmaste större samhälle är Qorveh, 9,6 km söder om Serīshābād. Trakten runt Serīshābād består i huvudsak av gräsmarker.